# Нові варвари
«Нові варвари» (італ. I nuovi barbari) — італійський постапокаліптичний бойовик режисера Енцо Кастелларі. 
Фільм випущений у кінотетрах США компанією New Line Cinema під назвою Warriors of the Wasteland (укр. Воїни Пустища) у 1984 р. 

## Сюжет
У 2019 році після ядерної війни людство зменшилося до кількох голодуючих груп. Безжальна банда, що називається «Тамплієри», робить постійні набіги на поселенців в спробі винищити всіх для того, щоб очистити Землю. Колишній тамплієр Скорпіон разом зі своїми союзниками попереджує невелику групу релігійних колоністів, щоб ті не потрапили в м'ясорубку до Тамплієрів.

## Ролі
- Джанкарло Прете — Скорпіон
- Фред Вільямсон — Надір
- Джордж Істмен[en] — Ван
- Анна Канакіс — Альма
- Енніо Гіроламі — Тінь
- Венантіно Венантіні — Батько Мойсей
- Массімо Ванні — Мако
- Джованні Фрецца — молодий механік
- Андреа Коппола — друг Мако

## Виробництво
Теглайни фільму:
- «Це кінець землі, як ми його знаємо!»
- «Чи може людство вижити без людяності?»
- «Пекло на Землі у 2019 році від Р.Х.»
- «Дилери в смерті... винищувачі 21-го століття...».[1]

## Критика
Рейтинг фільму на сайті IMDb — 4,6/10 на основі 1405 голосів.